# Cicadula saliens
Cicadula saliens är en insektsart som beskrevs av Hamilton 1976. Cicadula saliens ingår i släktet Cicadula och familjen dvärgstritar. Inga underarter finns listade i Catalogue of Life.